# José Antonio Piqueras
José Antonio Piqueras Arenas (1955) es un historiador español. Catedrático de Historia Contemporánea de la Universidad Jaime I (UJI) especializado en el estudio de relaciones sociales y las actitudes políticas. Entre otros temas, su producción académica ha tocado la historia del movimiento obrero, la esclavitud, el siglo xix español y la historia de Cuba y las Antillas.

## Biografía
Nacido en 1955 en Enguera (Valencia), cursó la licenciatura de Geografía e Historia en la Universidad de Valencia (UV), donde se incorporó al grupo de discípulos del profesor de Historia Contemporánea Enric Sebastià Domingo; se doctoró mediante la lectura en 1990 de una tesis titulada Orígenes sociales de la Restauración.  Fue nombrado profesor titular de la UJI en 1993, y catedrático en el área de Historia Contemporánea en 1998. Es el coeditor de Historia Social, una revista académica en castellano líder en este idioma en el ámbito de la historia social.
Profesor visitante de El Colegio de México y la Universidad de Puerto Rico, ha impartido conferencias y seminarios en prestigiosas universidades de América y Europa. Ha sido investigador visitante de instituciones de Cuba, Puerto Rico, República Dominicana, México, Argentina, Uruguay, Venezuela y Colombia. Pertenece al consejo de redacción de Revista de Indias y al consejo internacional de otras revistas prestigiadas (Historia Mexicana, Anuario Colombiano de Historia Social y de la Cultura, Trashumante, Op. Cit., Tzintzun, Travesía, Ibero-America Pragensia, Revue d‘Histoire Haïtienne, Esboços, entre otras)  
Presidente de la Asociación de Historia Económica del Caribe (AHEC) (2013-2017) y, con anterioridad, secretario ejecutivo de la misma (2010-2013). Miembro fundador de la Asociación de Historia Social en 1988 y vocal de la junta directiva desde entonces. 
Ha recibido el Premio de Ensayo de la Generalitat Valenciana 2004. Fue nombrado Socio de honor de la Asociación Latinoamericana e Ibérica de Historia Social en 2015, y miembro de honor de la Asociación de Historia Económica del Caribe en 2017. Fue elegido como miembro correspondiente de la Academia de Historia de Cuba en 2014.
Ha colaborado en medios de comunicación como El País, Levante-EMV y el digital Bez. Año tras año ha sido muy bien valorado por la comunidad universitaria.

## Obras
- — (1992). La revolución democrática (1868-1874), cuestión social, colonialismo y grupos de presión. Madrid: Ministerio de Trabajo y Seguridad Social.[12]
- — (2003). Cuba, emporio y colonia. La disputa de un mercado interferido (1878-1895). Madrid: FCE.[13]
- — (2006). Persiguiendo el porvenir. La identidad histórica del socialismo valenciano 1870-1976. Alcira: Editorial Algar.[14]
- — (2008). Cánovas y la derecha española. Del magnicidio a los neocon. Barcelona: Ediciones Península.[15]
- — (2010). Bicentenarios de libertad: La fragua de la política en España y las Américas. Barcelona: Ediciones Península.[16]
- — (2012). La esclavitud en las Españas. Un lazo trasatlántico. Madrid: Catarata.[17]
- — (2014). El federalismo. La libertad protegida, la convivencia pactada. Madrid: Cátedra.[18]
- — (2016). La era Hobsbawm en historia social. Ciudad de México: El Colegio de México.[19]